# 渼金市
渼金市（ミグムし、미금시）は、かつて大韓民国京畿道にあった市。1995年1月1日に都農複合形態市である南楊州市の一部となって廃止された。

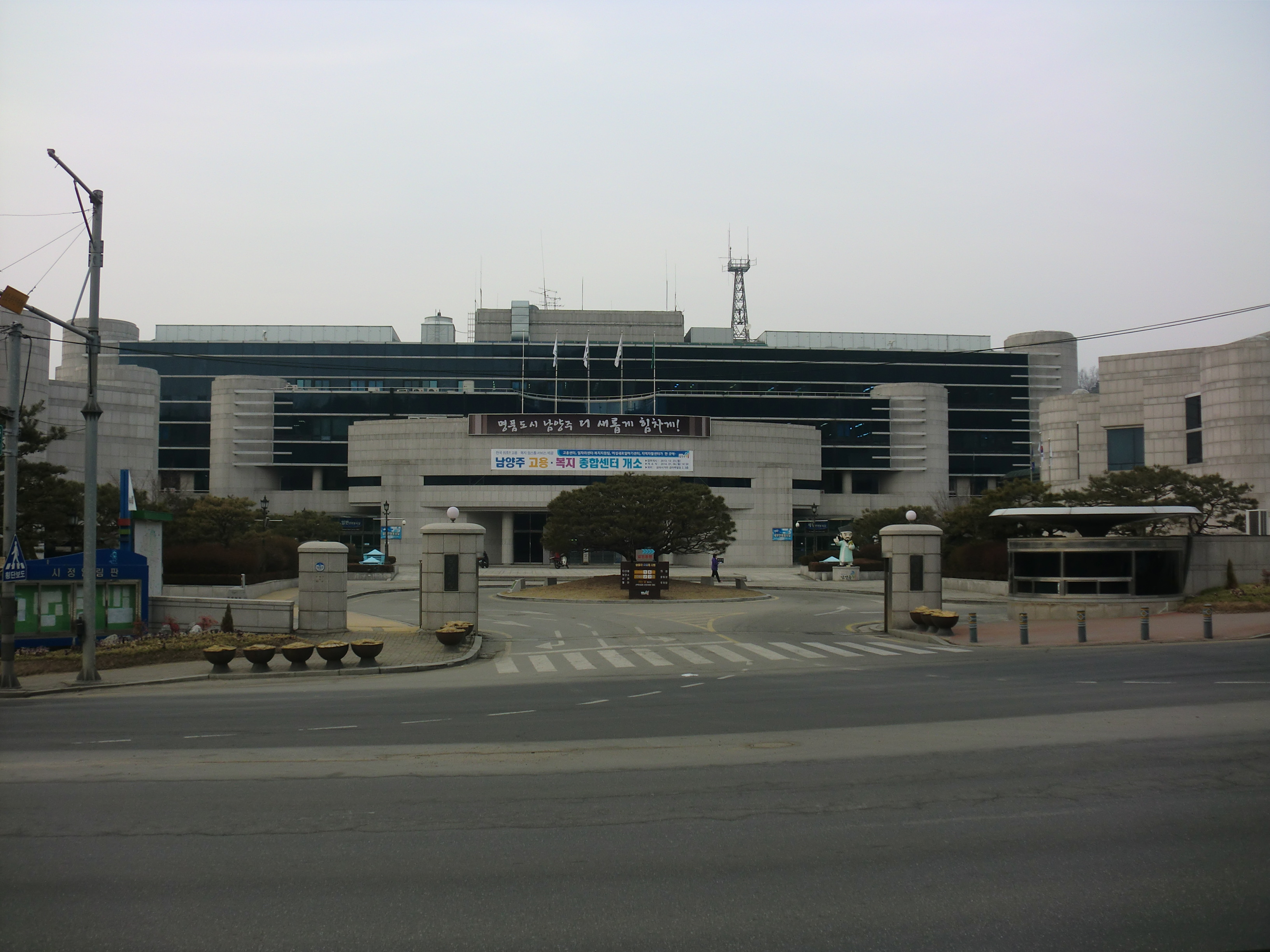
渼金市庁（現在の南楊州市庁第1庁舎）

## 概要
1979年5月、楊州郡渼金面が渼金邑に昇格し、1980年に楊州郡から南楊州郡が分離して管轄区域が変わった後、1989年1月に市に昇格して南楊州郡から分離されて、京畿道の19市のひとつになった。1995年1月1日、南楊州郡と合併して都農複合形態市となり、南楊州市に改称した。 ソウル特別市の近郊地域として広く知られている。

## 沿革
- 1989年1月1日 - 南楊州郡渼金邑が渼金市に昇格して、南楊州郡から分離。[1]
  - 南楊州郡渼金邑 → 渼金市陶農洞（朝鮮語版）、芝錦洞（朝鮮語版）、養正洞（朝鮮語版）、金谷洞（朝鮮語版）、坪内洞（朝鮮語版）、好坪洞（朝鮮語版）
- 1995年1月1日 - 渼金市と南楊州郡を統合して南楊州市を設置。